# Flottille 15F
 (juin 2013).
Si vous disposez d'ouvrages ou d'articles de référence ou si vous connaissez des sites web de qualité traitant du thème abordé ici, merci de compléter l'article en donnant les références utiles à sa vérifiabilité et en les liant à la section « Notes et références ».

La flottille 15F est une unité de combat de l'aviation navale française créée le 15 octobre 1953  et dissoute le 15 janvier 1969. Elle est la première utilisatrice du Dassault Étendard IVM.

## Bases
- BAN Karouba (novembre 1953-avril 1955)
- BAN Hyères Le Palyvestre (mai 1955-janvier 1956)
- porte-avions La Fayette (février 1956-mai 1956)
- Base aérienne 211 Telergma (juillet 1956-septembre 1956)
- porte-avions La Fayette (octobre 1956-novembre 1956)
- BAN Hyères Le Palyvestre (1958-décembre 1958)
- Base aérienne 211 Telergma (janvier 1959-mars 1959)
- Base aérienne 149 Maison Blanche (avril 1959-mai 1959)
- porte-avions Arromanches (juin 1959-novembre 1959)
- BAN Hyères Le Palyvestre (décembre 1959-janvier 1962)
- BAN Hyères Le Palyvestre (juin 1962-1966)
- Porte-Avions Foch au Pacifique (mars 1966-décembre 1966)
- BAN Hyères Le Palyvestre (décembre 1966-août 1967)
- BAN Landivisiau (août 1967-janvier 1969)

## Appareils

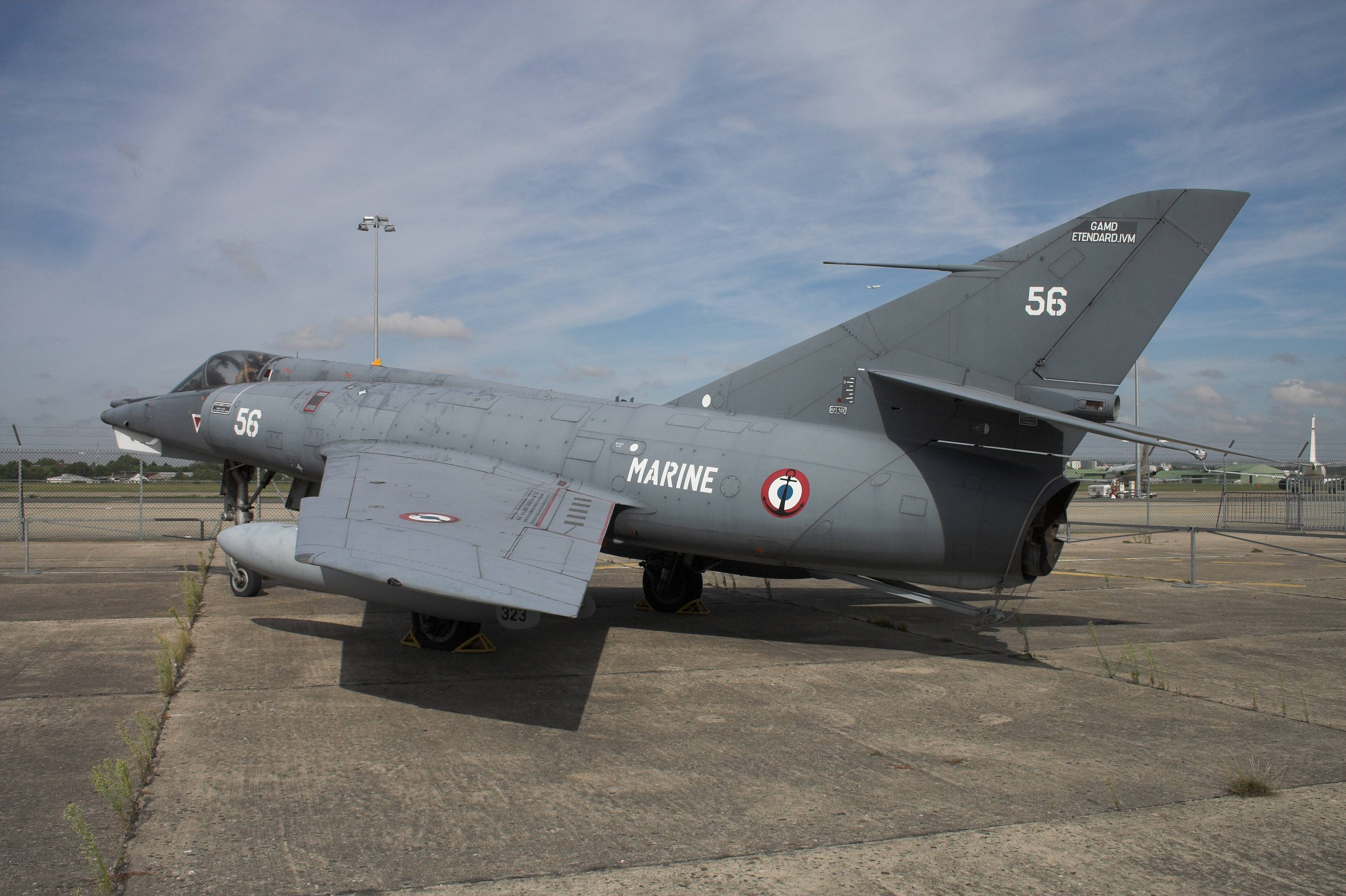
Un Dassault Étendard IVM

- Chance Vought F4U-7 Corsair (octobre 1953-mai 1962)
- Dassault Étendard IVM (juin 1962-janvier 1969)[2]